# Trauma (1962)
Trauma is een Amerikaanse horrorfilm, die werd uitgebracht in 1962.

## Cast
| Acteur               | Personage         |
| -------------------- | ----------------- |
| John Conte           | Warren Clyner     |
| Lynn Bari            | Helen Garrison    |
| Lorrie Richards      | Emmaline Garrison |
| David Garner         | Craig Schoonover  |
| Warren J. Kemmerling | Luther            |

## Ontvangst
De Amerikaanse filmcriticus Leonard Maltin vond de film a heavy-handed chiller about Richards attempt to recover lost memory of past horrors in a spooky mansion. Hij gaf de film twee sterren.